# Fisnik Shala
Fisnik Shala, född 16 januari 1989 i Kosovo, Jugoslavien, är en svensk fotbollsspelare som spelar för FC City Trelleborg. Shala var ett tag het bland storklubbarna, där bland annat han tränade med Juventus och Ajax.
Shala spelade under sin elitkarriär som anfallare, men skolades om till mittback under sin tid i Klagstorps IF.

## Karriär
Inför säsongen 2016 gick Shala till division 5-klubben MF Pelister. Han spelade under säsongen 17 matcher och gjorde 14 mål. Säsongen 2017 spelade Shala 19 matcher och gjorde sju mål i Division 4. Säsongen 2018 spelade han 12 matcher och gjorde fyra mål.
Inför säsongen 2019 gick Shala till Klagstorps IF. Han spelade 16 matcher och gjorde fem mål i Division 5 2019. Inför säsongen 2020 gick Shala till nystartade FC City Trelleborg. Han spelade nio matcher för klubben i Division 6 2020.